# 神田和佳
神田 和佳（かんだ わか、1962年3月20日 - ）は、日本の女性声優。岐阜県多治見市出身。旧芸名は加藤 友子（かとう ゆうこ）。

## 略歴
父はタイルの貿易商を営んでいた。
父を説得して岐阜県立多治見女子高等学校（現：岐阜県立多治見高等学校）卒業後、神田はミュージカルタレントを目指して岐阜県から上京して東邦音楽短期大学声楽科に進学。
夢はミュージカルの舞台に立つことであり、高校時代はコーラス部長を務めて『サウンド・オブ・ミュージック』を手掛けており、夢はミュージカルの世界へと翔んでいた。
しかし当時、短大時代は教えられたものはイタリアの歌曲、オペラのアリア、フランスの歌曲であり、レッスンが進むほどに失望して卒業間際になって同級生たちもクラシック歌曲を歌っており、この後どうなるのだろうと不安を感じる。
その頃、友人から「あなたの声、声優に向いているんじゃない?」と言われ、それまで無知だった声優への関心を抱いて声優を志す。
勝田久の著書『声優への道』を買い求め、むさぼり読み、勝田の「声優基礎教室」に参加。その時に声優になることをハッキリ決意して俳協養成所12期生として入所。
1982年、ニッポン放送主催の「アマチュア声優コンテスト」でグランプリを獲得し、声優としての活動を始める。
以前は東京俳優生活協同組合、クレイジーボックスに所属していた。

## 人物
声種はソプラノ。方言は東濃弁。
特技はスキューバーダイビング。
免許・資格は普通自動車。

## 出演作品

### テレビアニメ
1983年
- 機甲創世記モスピーダ（ソルジィ[8]）
- キャプテン翼（昭和版）（杉本久美）

1984年
- 重戦機エルガイム（イレーネ・イルス）
- 超攻速ガルビオン（ジェミー）
- 牧場の少女カトリ（女の子）

1985年
- 小公女セーラ（ジェニファ）

1986年
- 光の伝説（藤野有美）

1987年
- エスパー魔美（深雪）
- シティーハンター（スチュワーデス）

1988年
- シティーハンター（詩子）
- それいけ!アンパンマン（マロン姫〈初代〉）

1991年
- 美味しんぼ（清子）
- おちゃめなふたご クレア学院物語（マデリーヌ）
- おにいさまへ…（有倉智子[9]）

1992年
- 風の中の少女 金髪のジェニー（アンジェラ）

1997年
- 名探偵コナン（1997年 - 2008年、忍、井上涼子、レポーター、TVアナウンサー）

### OVA
1985年
- 機甲創世記モスピーダ LOVE LIVE ALIVE（ソルディ）

1986年
- ガルフォース（シルディ）

1989年
- 紅い牙 ブルー・ソネット（小松崎蘭）
- ガルフォース地球章（バージィー）

### 劇場アニメ
1983年
- 幻魔大戦（若い女A）

1986年
- ウインダリア（マーリン）
- キャプテン翼 明日に向って走れ!（久美[10]）
- キャプテン翼 世界大決戦!! Jr.ワールドカップ（久美）

### ゲーム
1992年
- サイキックストーム（ナスターシャ・ユスティノフ）
- 秘密の花園（都筑蒔絵）

### 吹き替え
- アダムス・ファミリー サン 再結集

### 特撮
1985年
- 勝手に!カミタマン（タクアンの声）